# Curfsgroeve

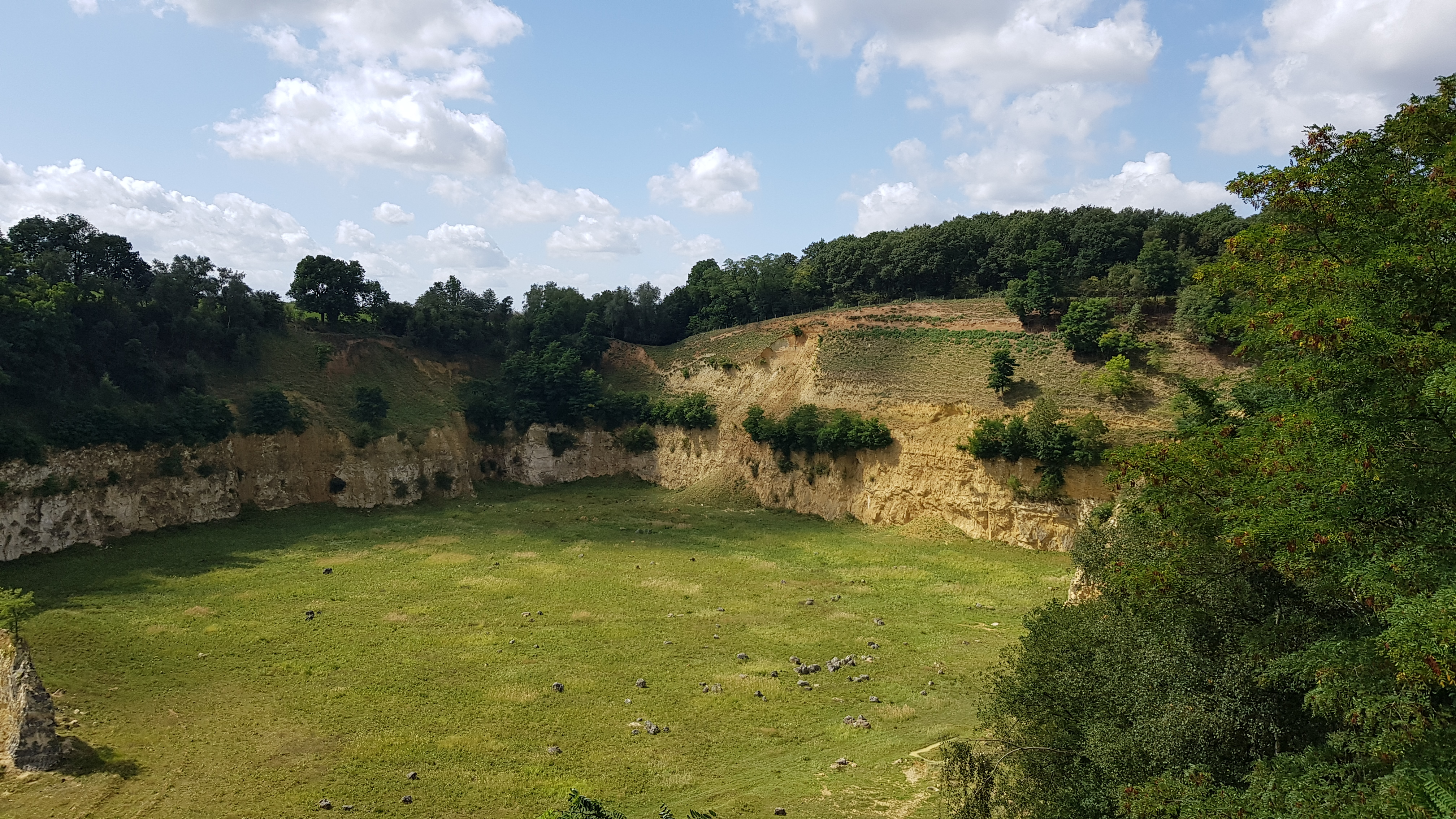
het zuidwestelijk deel van de Curfsgroeve ingericht al natuurgebied gezien vanaf het uitzichtspunt

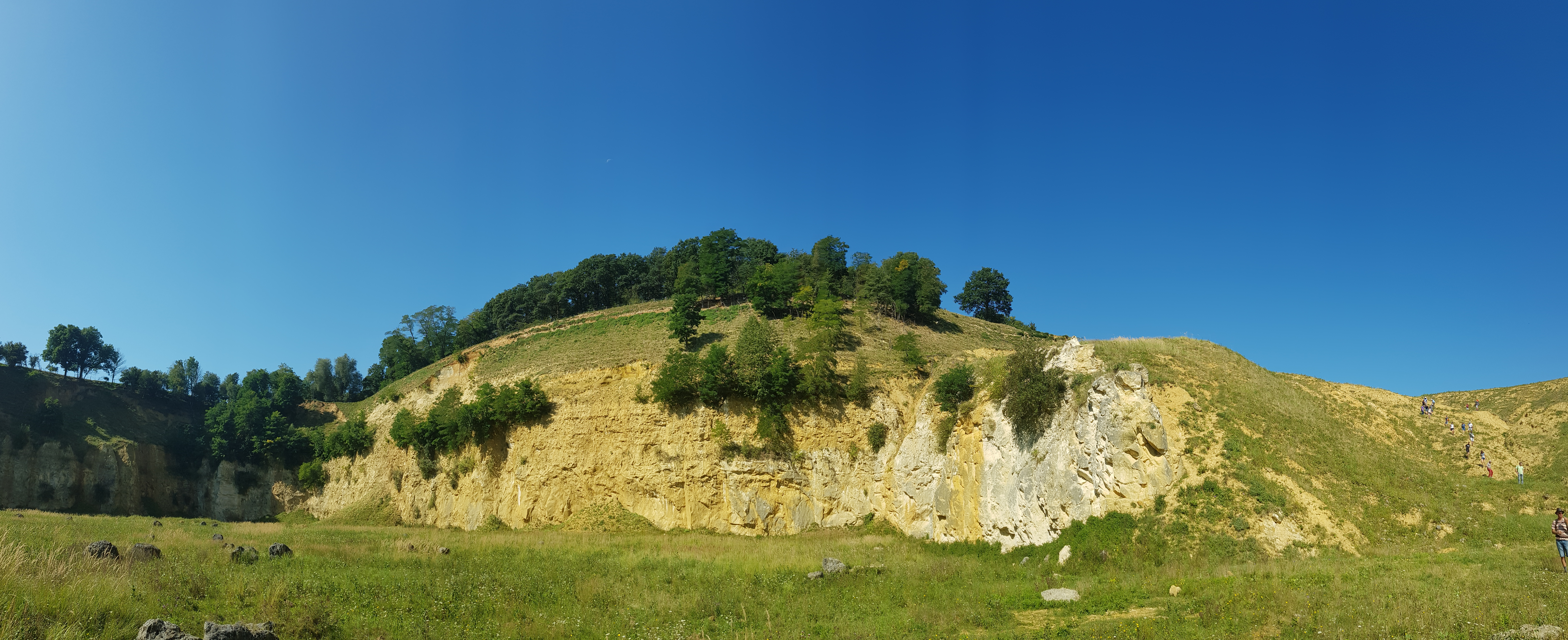
westelijke kalksteenwand in de groeve

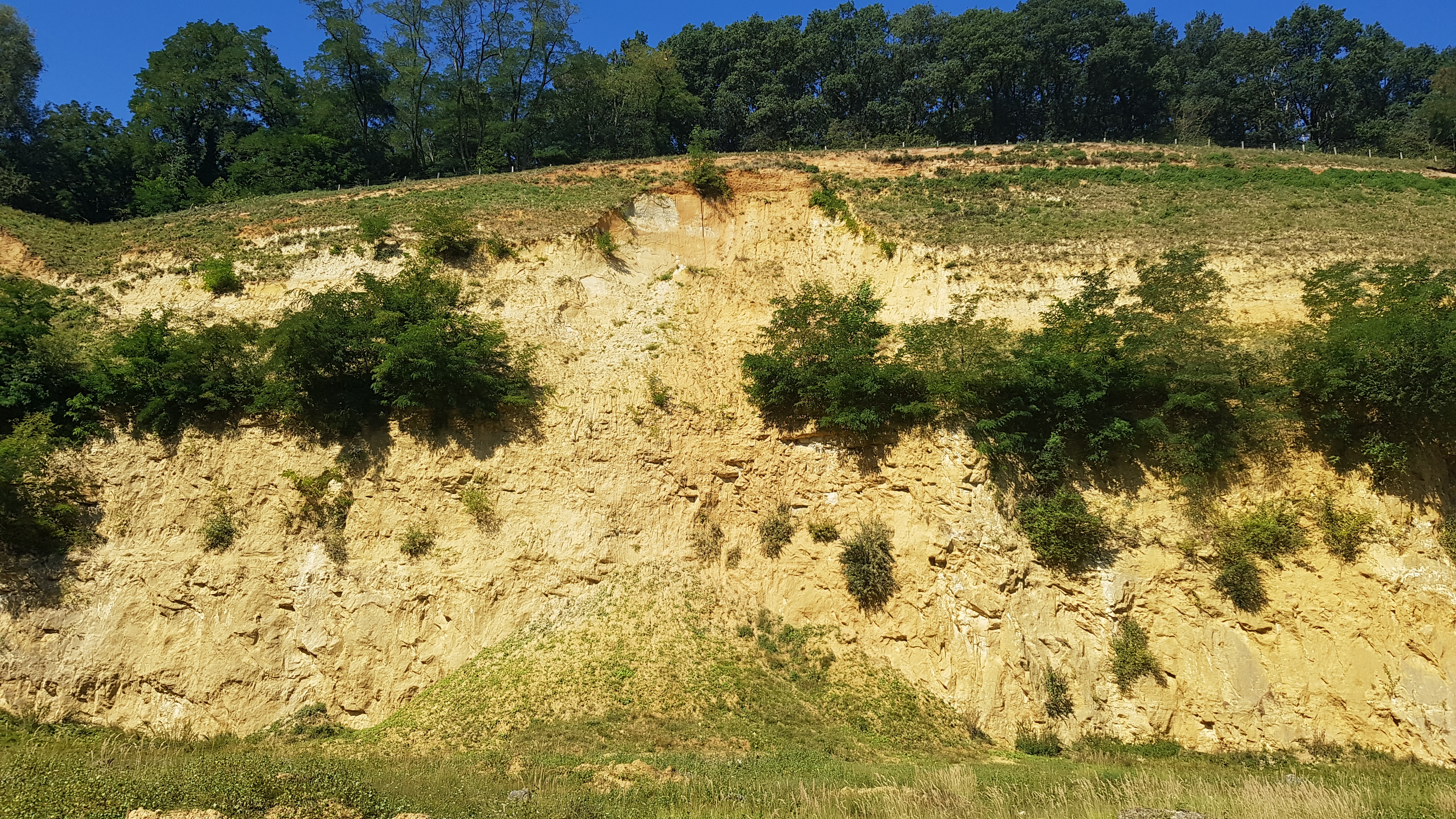
ingestorte kalksteenwand

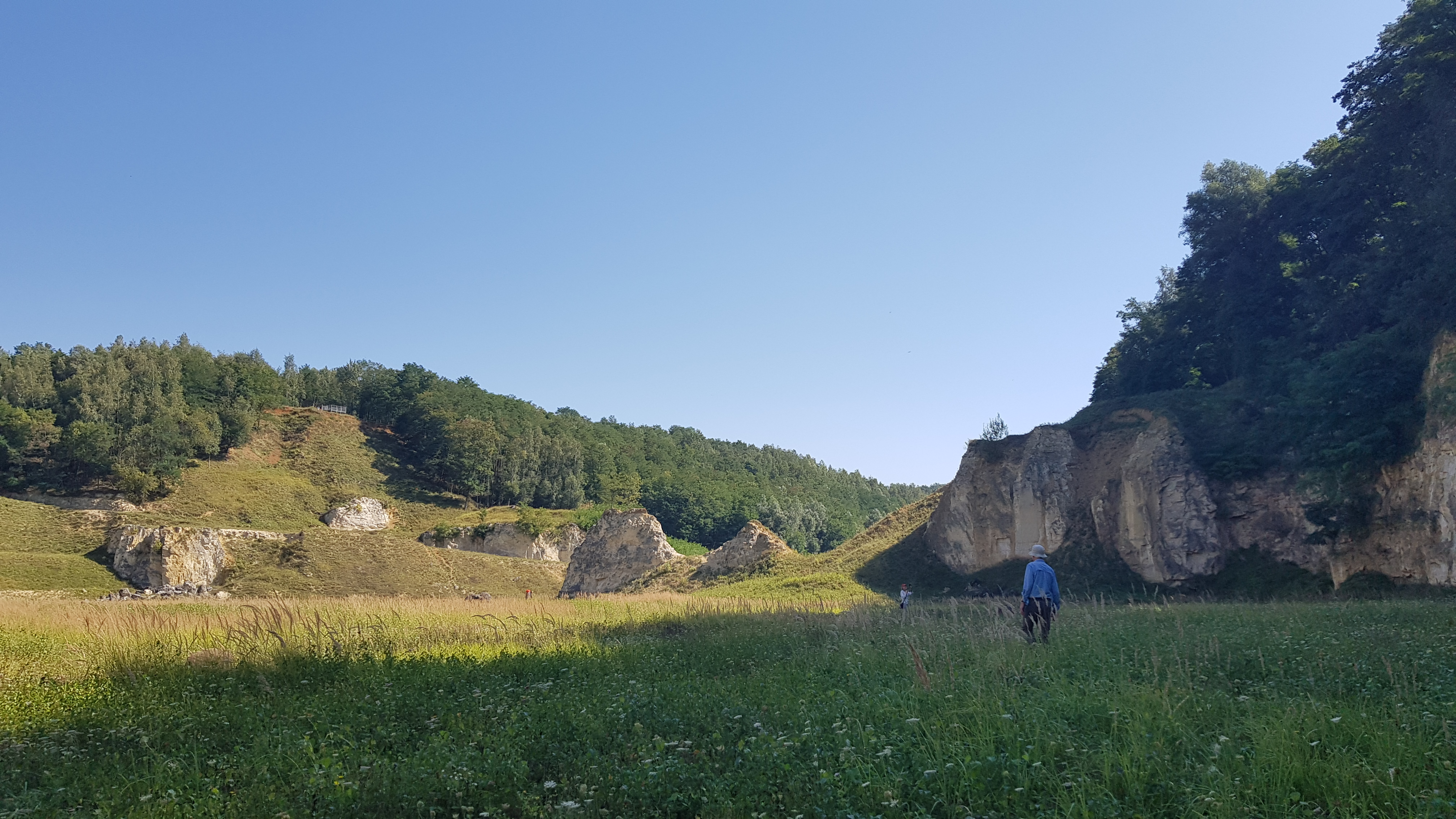
de groeve zien vanuit het westen vanaf de groevebodem

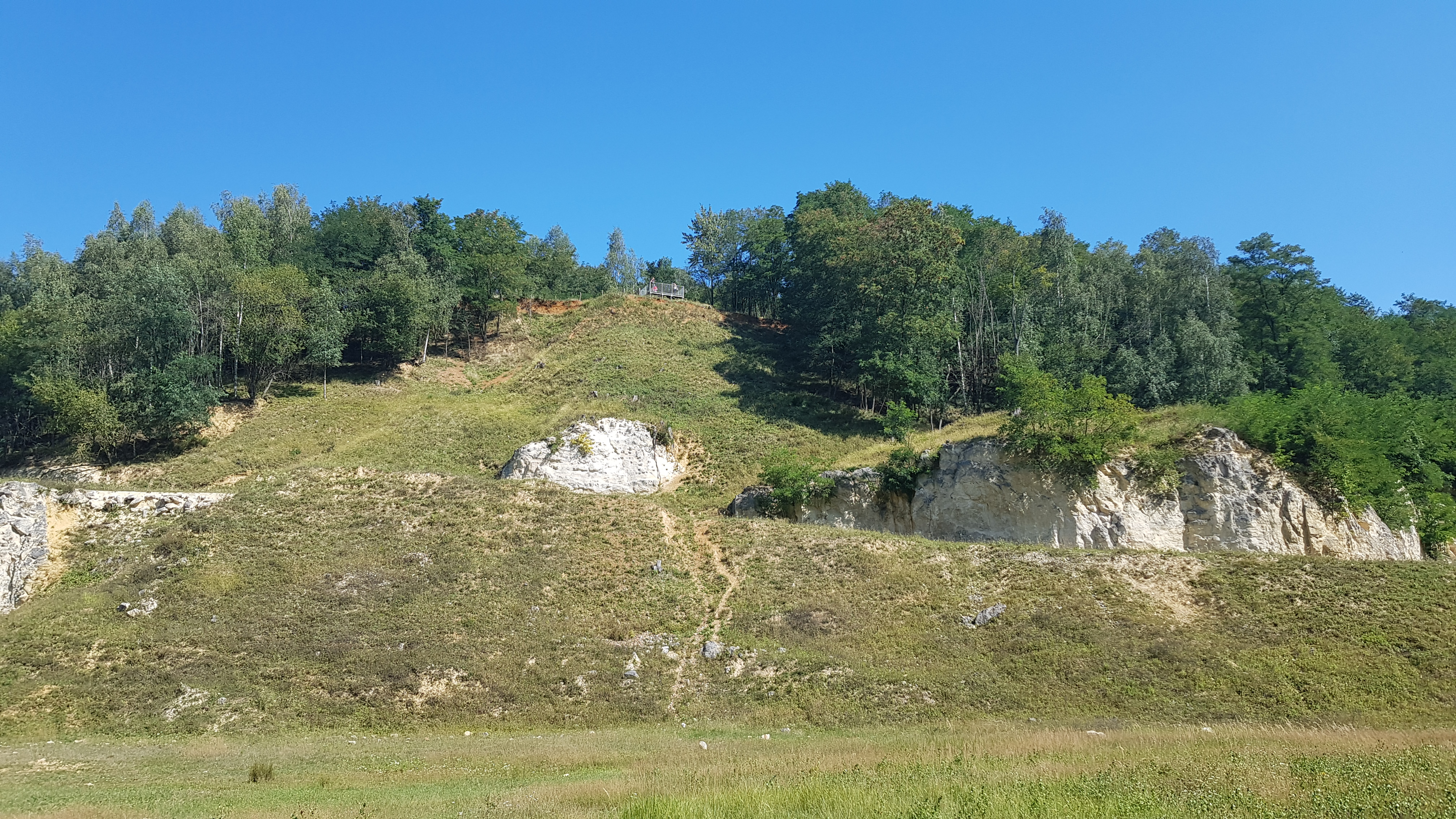
het uitzichtpunt gezien vanuit de groeve

De Curfsgroeve of Groeve Staal is een dagbouwgroeve in de buurt van Geulhem. Deze Limburgse mergelgroeve ligt aan de rand van het Geuldal in de Nederlandse gemeente Valkenburg aan de Geul in Zuid-Limburg. De groeve ligt ten westen van Geulhem aan de noordwestkant van het Plateau van Margraten in de overgang naar het Maasdal. Het totale terrein van de groeve heeft een oppervlakte van 40,6 hectare, het diepe dagbouwgedeelte heeft een oppervlakte van ongeveer 25 hectare. De groeve is ongeveer 40 meter diep.
De groeve was in handen van de firma Ankerpoort die er tot 2009 mergel won. Sindsdien is de groeve eigendom van de provincie Limburg die de groeve in het beheer heeft gegeven aan Het Limburgs Landschap.
De groeve werd bereikt via een 200 meter lange tunnel.
Op ongeveer 150 meter ten noordwesten van de ingang liggen de Groeve in de Dolekamer, de Groeve achter de Kalkbranderij en de ernaast gelegen Kalkoven bij Curfsgroeve. Daarnaast ligt vervolgens de Groeve westelijk van Kalkbranderij. Op ongeveer 30 meter ten zuiden van de tunnelingang van de Curfsgroeve ligt de Vlaberggroeve. Aan de noordelijke rand van het Plateau van Margraten liggen oostelijker nog twee dagbouwgroeves, namelijk de Langen Akker en Meertensgroeve, maar hier heeft men zand en grind gewonnen. Bij de tunnelingang staat nog het restant van de Kalkoven bij ingang Curfsgroeve en even ten westen van de tunnelingang ligt het oorlogsmonument Bronsdaelgroeve.

## Geschiedenis
Sinds 1999 kan de groeve bezocht worden met excursies van Het Limburgs Landschap.
In de groeve werd tot 2009 kalksteen gewonnen voor de productie van kunstmest door DSM. De beste kwaliteit kalksteen werd voor rookgasontzwaveling gebruikt. De kalksteen werd gewonnen door middel van springladingen.
In 2009 werd de dagbouwproductie beëindigd en werd het volledige gebied heringericht als natuurgebied.

## Flora en fauna
In de groeve komen verschillende (streng!) beschermde diersoorten voor als de ijsvogel en vroedmeesterpad. Daarnaast is de aanwezigheid van vos, steenmarter, bunzing, konijn en ondergrondse woelmuis vastgesteld. Er zijn vermoedens dat ook de eikelmuis in de bosschages van de groeve voor zou komen. Dit is tot op heden echter nog niet aangetoond en wordt wetenschappelijk ook niet verwacht.
In 2004 zijn voor de eerste maal Geelbuikvuurpadden waargenomen in de groeve. Zowel de geelbuikvuurpad als de vroedmeesterpad genieten in internationaal opzicht de strengste bescherming. Dit brengt bij de definitieve oplevering van het terrein hoogstwaarschijnlijk extra maatregelen met zich mee bij gebruik van het terrein door recreanten. Onderzoeksinstelling Alterra gaat in samenwerking met Natuurmonumenten onderzoek doen naar maatregelen die verstoring van deze drie soorten zo veel mogelijk tot een minimum moet beperken.
De flora van dit gebied is eveneens bijzonder te noemen. Zo is driedistel, grote bosaardbei en aarddistel met zekerheid aangetroffen in de groeve. Het gehele gebied is echter tot op heden onvoldoende uitgebreid onderzocht.

## Geologie
In het gebied zijn de afgelopen jaren door verschillende (amateur-)geologen spectaculaire fossielen gevonden, waaronder kaakbeenderen en afzonderlijke tanden van mosasaurus, grote hoeveelheden nautilusschelpen, verschillende tanden van grote haaiachtigen, ammonieten en complete pantsers van pantservissen. Fossielen van belemnieten worden bijzonder regelmatig gevonden.
Uit de pleistocene grindpakketten boven op de mergel, zijn enkele vondsten van mammoet- en neushoornbeenderen bekend.

### Curfske
Op 16 april 2004 werd in de Curfsgroeve een deel van de schedel van een grote mosasaurus gevonden (Mosasaurus hoffmanni). Dit exemplaar werd Curfske gedoopt, verwijzend naar de plaats waar dit exemplaar gevonden is.

### Krijt-Paleogeengrens

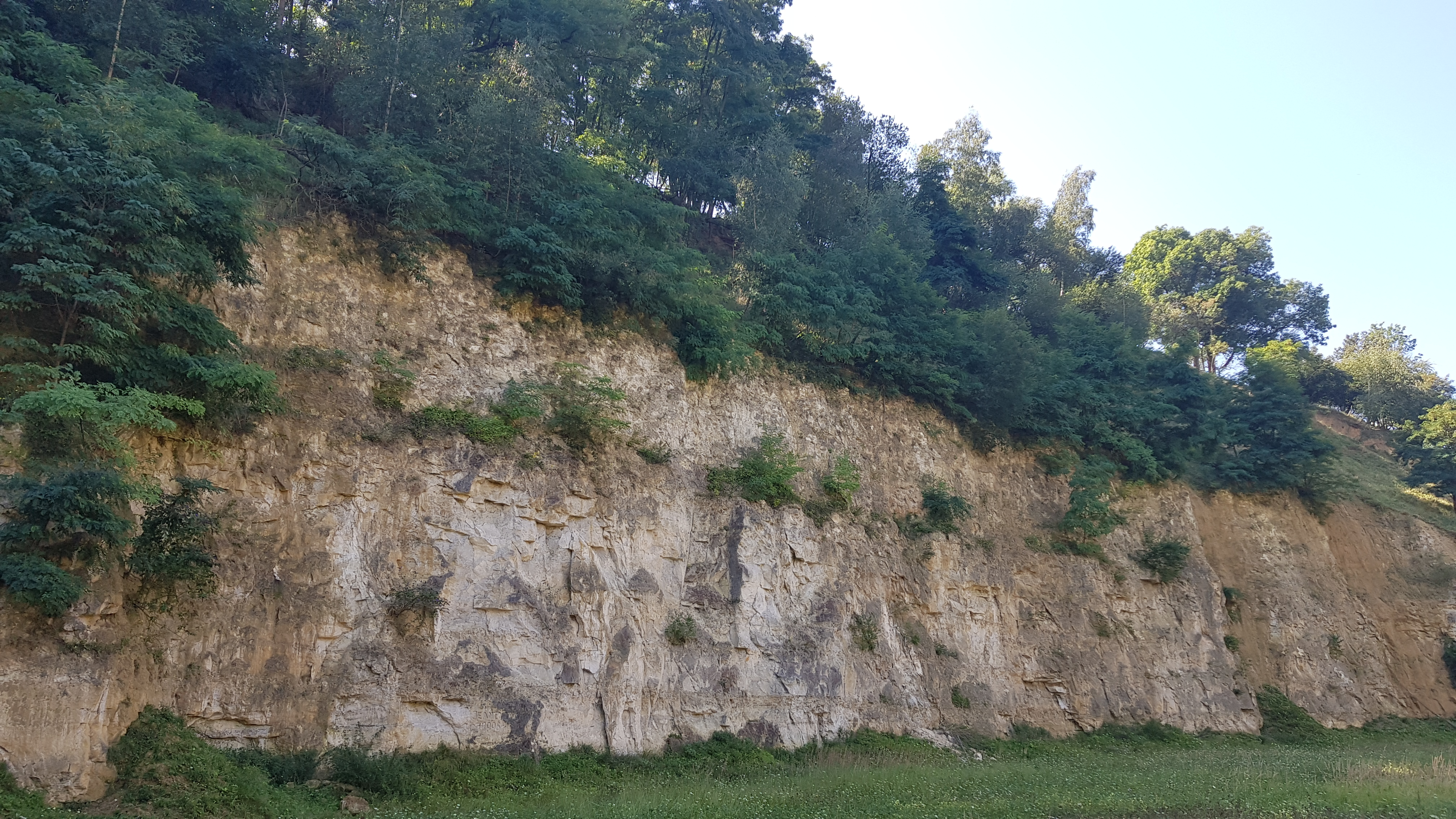
KP-grens in de wand ter hoogte van de begroeiing

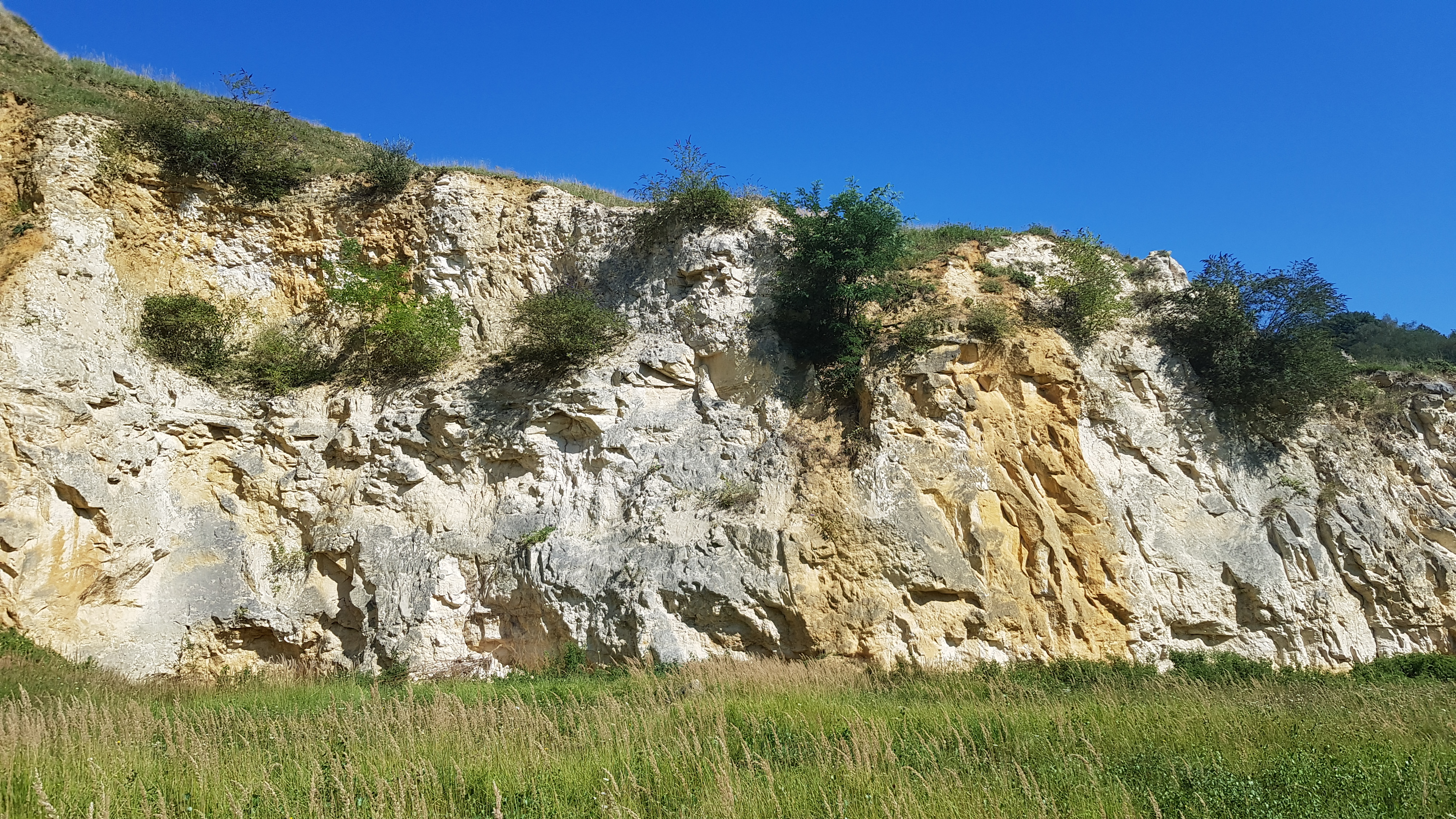
kalksteenwand in de groeve

In de groeve bevindt zich ook de Krijt-Paleogeengrens. Deze grens tussen het Krijt en het Paleogeen is hier een vlak kleilaagje: de (Horizont van Berg en Terblijt).
Merk op dat de bovengrens van de formatie van Maastricht niet gelijk loopt met de grens van het Maastrichtien, de formatie van Maastricht loopt nog een paar meter door in het Danien tot aan de Horizont van Vroenhoven, erboven ligt de Formatie van Houthem.

### Stratigrafische kolom
In de Curfsgroeve zijn de volgende stratigrafische lagen te vinden:
- löss uit het Laagpakket van Schimmert (Formatie van Boxtel)
- Formatie van Sterksel
- Formatie van Tongeren
- Kalksteen van Geulhem
Horizont van Vroenhoven
- Kalksteen van Meerssen met Horizont van Berg en Terblijt
- Kalksteen van Nekum

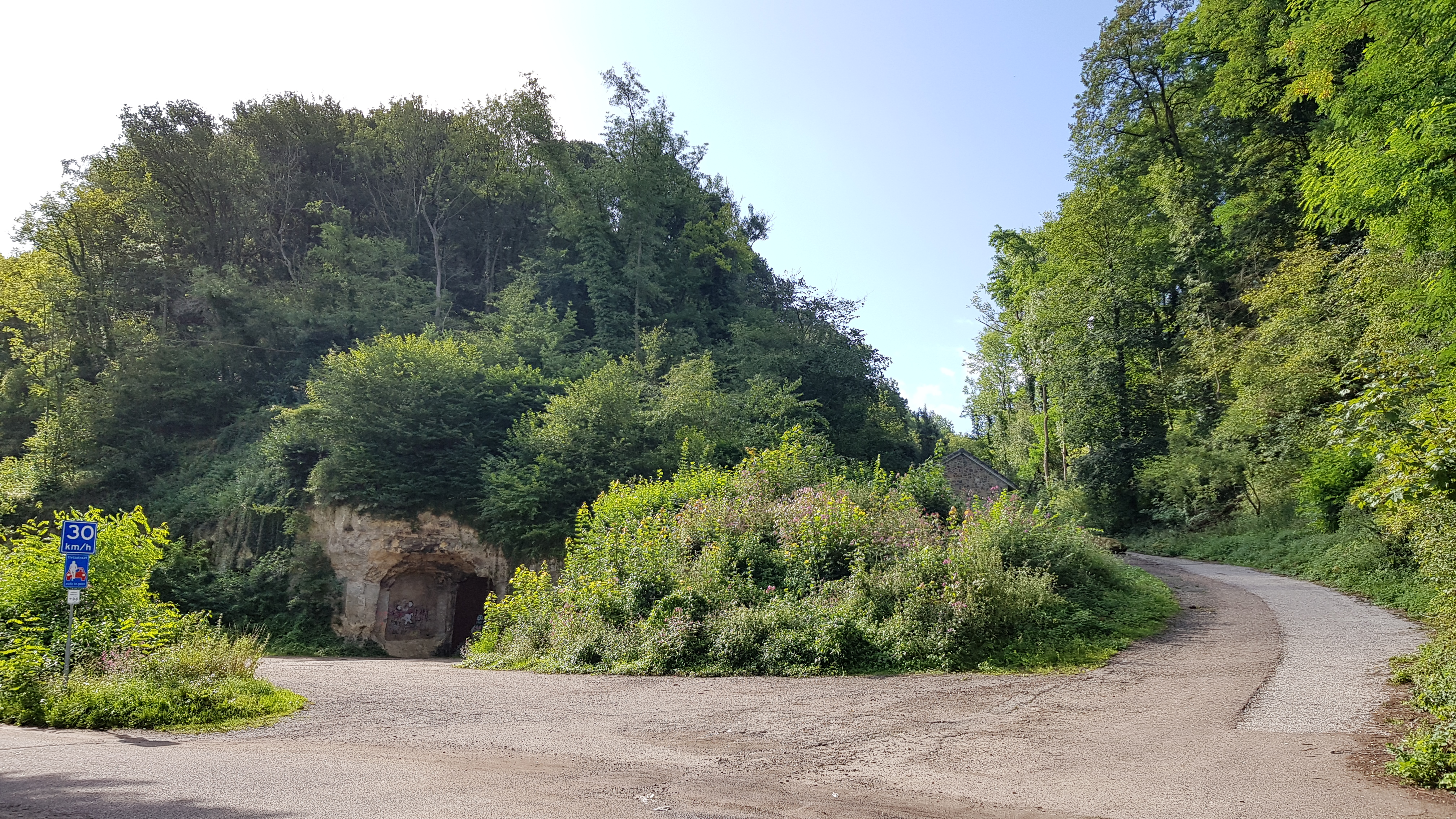
rechts weg omhoog (richting uitzichtspunt) en links de oude tunnelingang
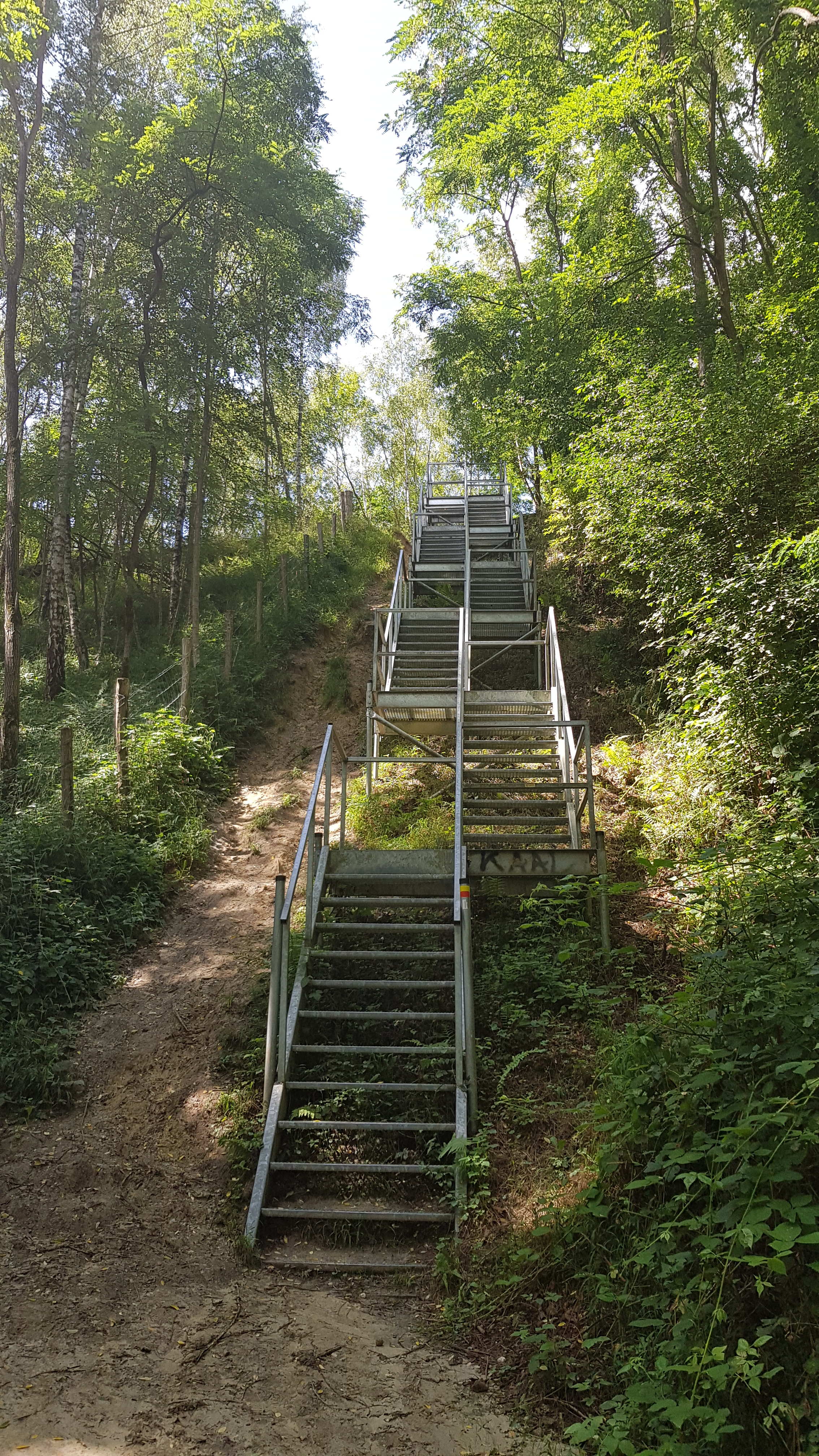
trap omhoog om bij het wandelpad te komen dat naar het uitzichtspunt leidt
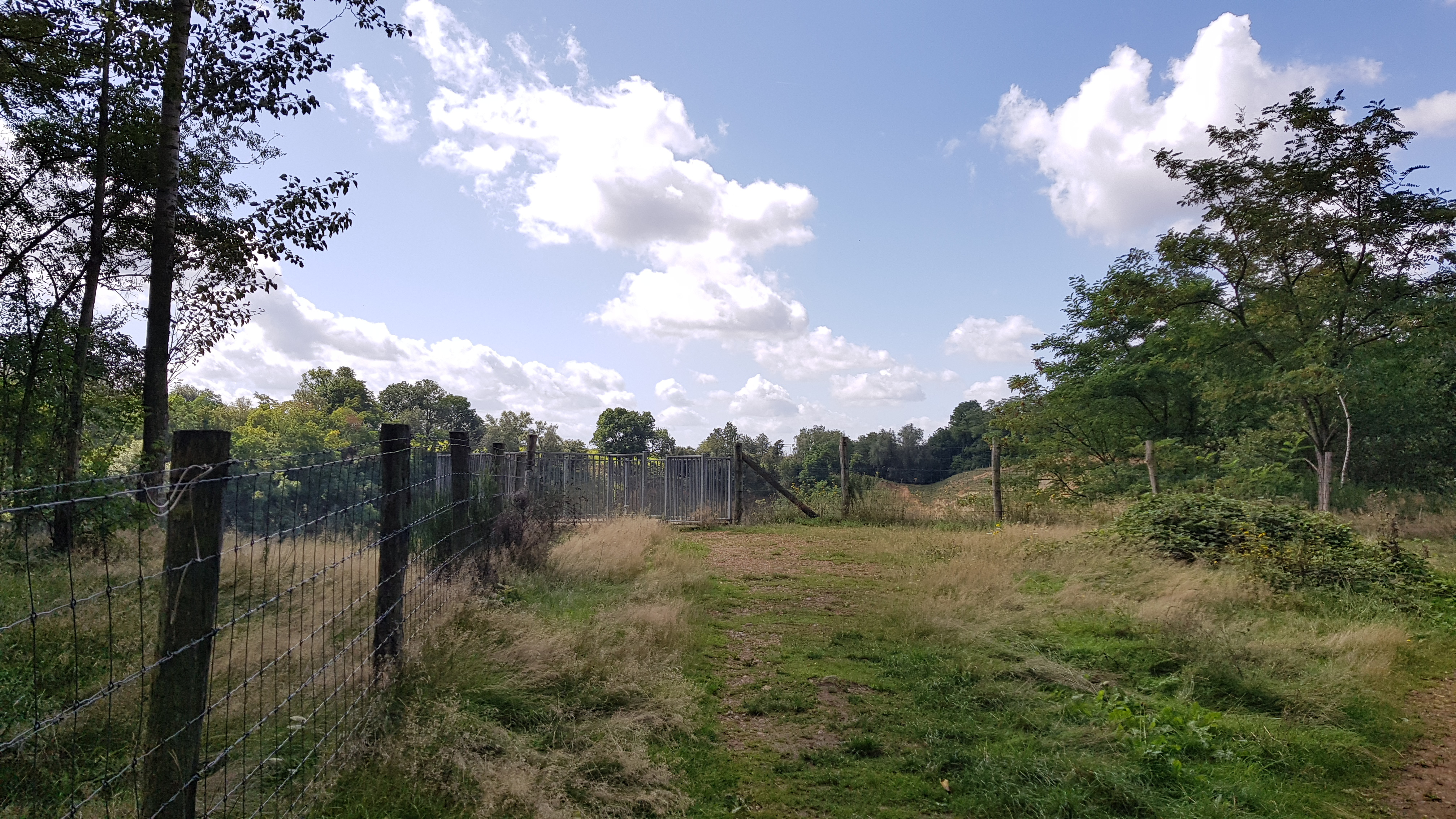
vlak voor het uitzichtspunt
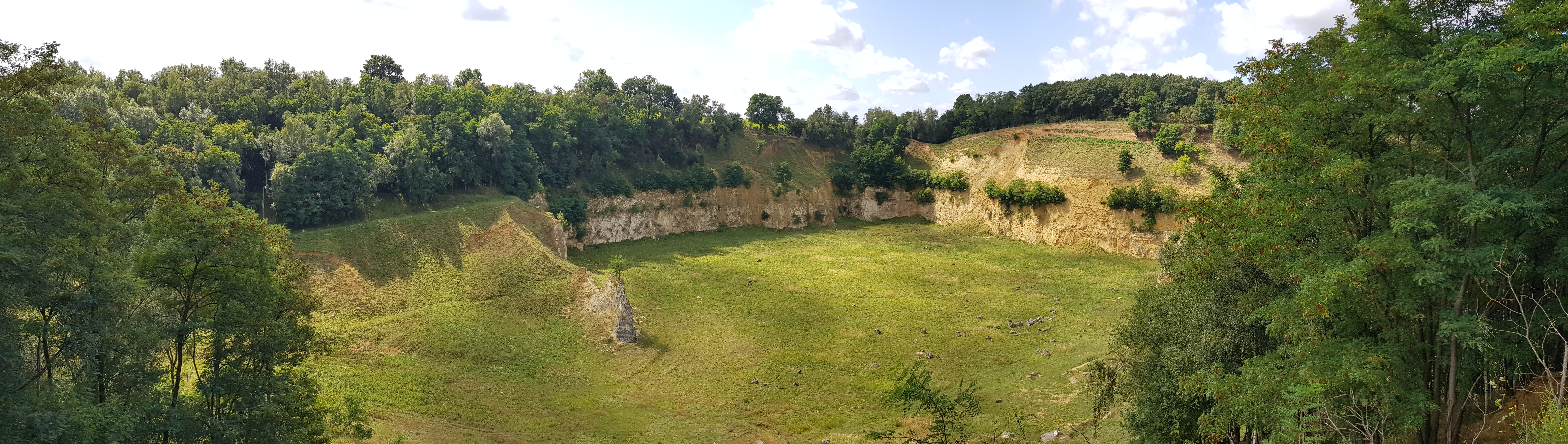
panorama vanaf uitzichtspunt
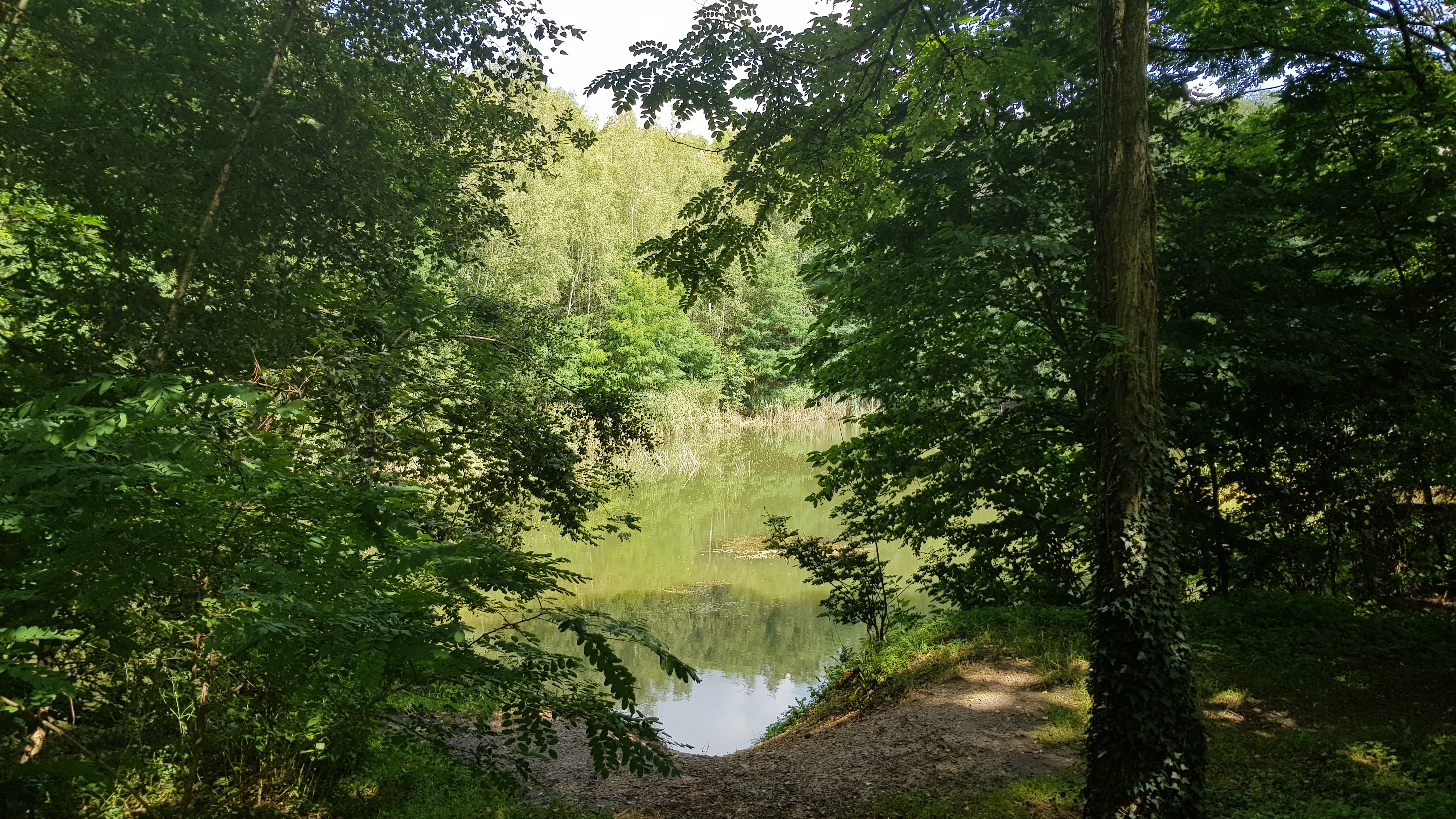
Kuil van Curfs
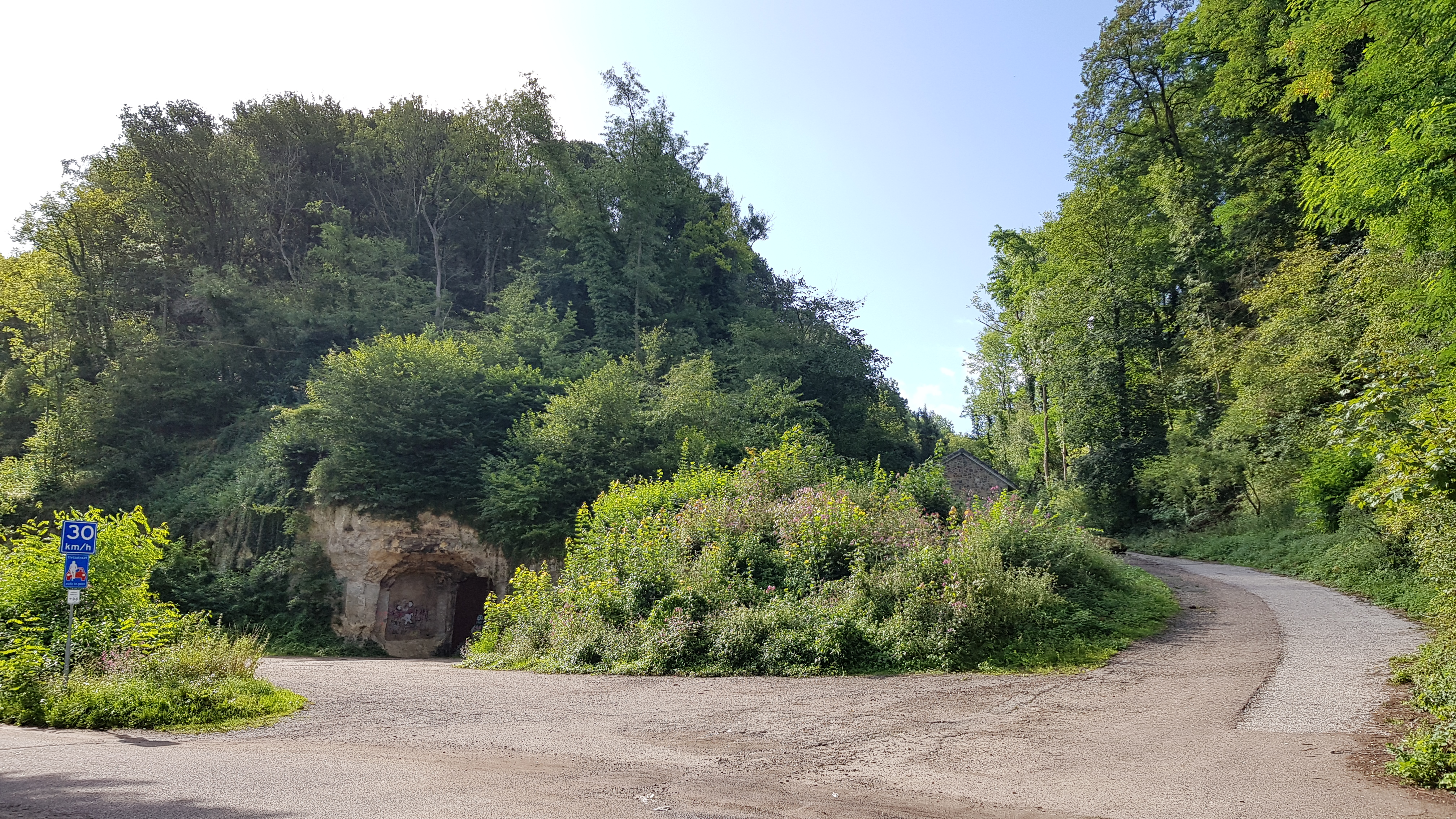
links de tunnelingang van de Curfsgroeve
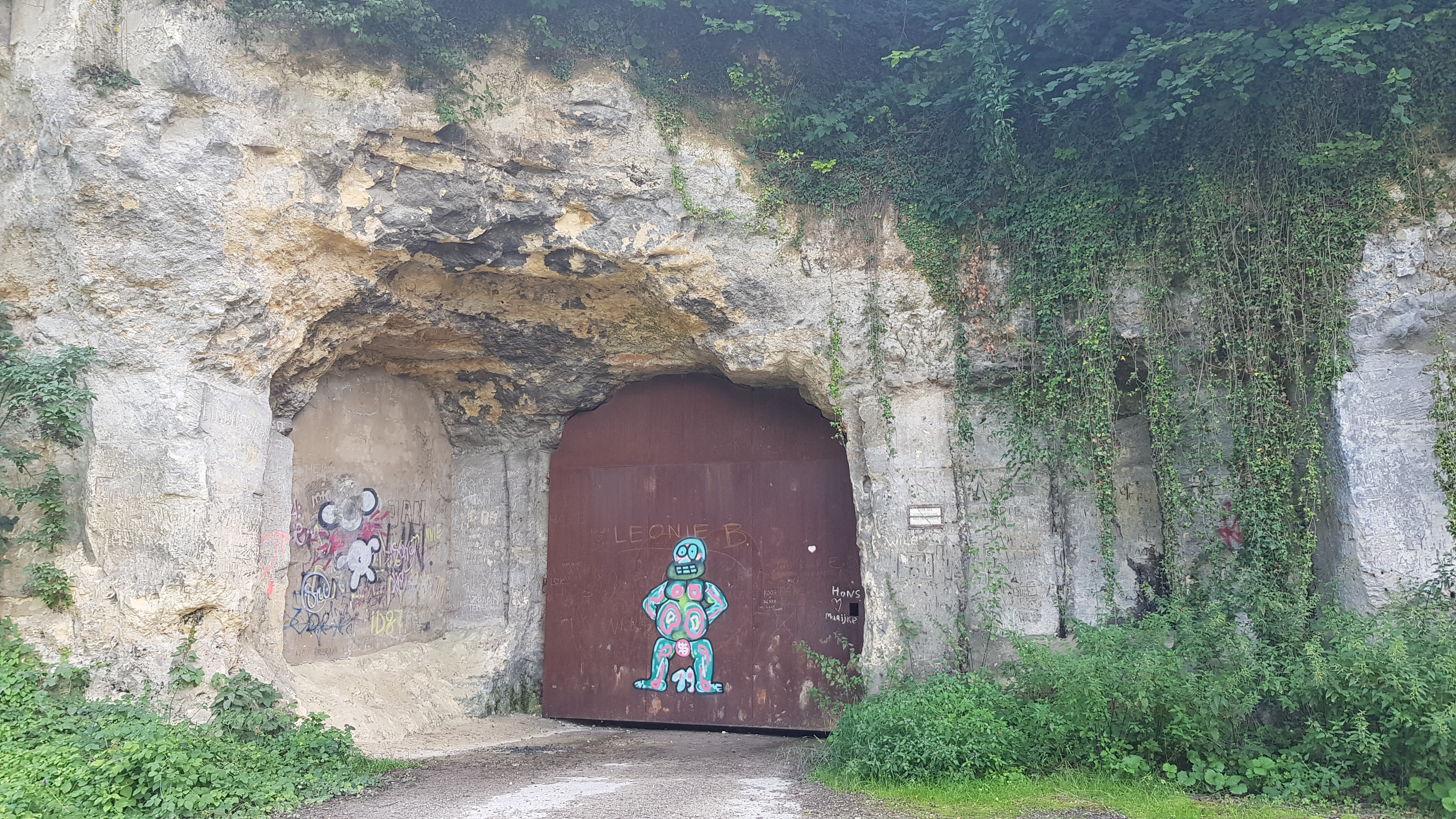
tunnelingang
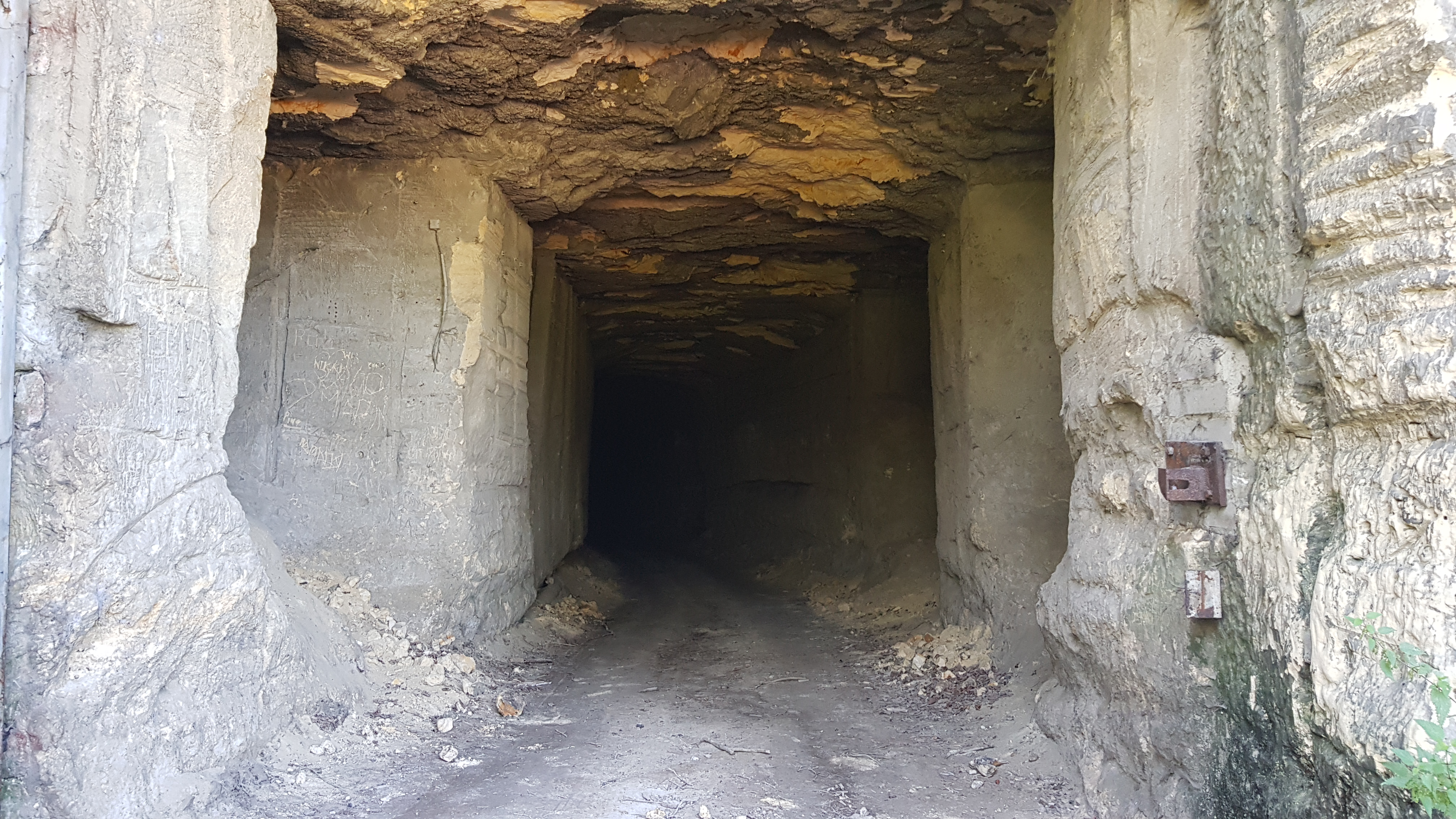
tunnel naar de Curfsgroeve